# Катастрофа MD-82 под Далянем
Катастрофа MD-82 под Далянем — крупная авиационная катастрофа, произошедшая во вторник 7 мая 2002 года близ Даляня (КНР). Авиалайнер McDonnell Douglas MD-82 авиакомпании China Northern Airlines выполнял внутренний пассажирский рейс CJ6136 по маршруту Пекин—Далянь, но незадолго до посадки экипаж сообщил о пожаре на борту, после чего самолёт рухнул в Жёлтое море. Погибли все находившиеся на его борту 112 человек — 103 пассажира и 9 членов экипажа.
Согласно официальному заключению, причиной катастрофы стал поджог.
Катастрофа рейса 6136 произошла через 3 недели после катастрофы рейса 129 Air China в Пусане, в которой погибли 129 человек.

## Самолёт
McDonnell Douglas MD-82 (регистрационный номер B-2138, заводской 49522, серийный 1702) был выпущен Шанхайским авиастроительным заводом по лицензии «McDonnell Douglas» в октябре 1990 года. Затем был передан Главному управлению гражданской авиации КНР (CAAC), которое 21 июля 1991 года направило его в авиакомпанию China Northern Airlines. Оснащён двумя турбовентиляторными двигателями Pratt & Whitney JT8D-217A (сила тяги — 20 000 фунтов у каждого). На день катастрофы совершил свыше 16 000 циклов «взлёт-посадка» и налетал свыше 26 000 часов.
Примечательно, что в 1993 году борт B-2138 «пережил» два угона в Китайскую Республику:
- 12 ноября лайнер с 73 пассажирами и 9 членами экипажа на борту выполнял внутренний рейс Чанчунь—Фучжоу и был захвачен двумя мужчинами 35 и 40 лет. Угонщики были вооружены скальпелями и держали в руках датчик кровяного давления, который выдавали за часть бомбы. После посадки в Тайбэе угонщики сдались тайваньским властям. Никто из 82 человек на борту не погиб, была только ранена стюардесса, когда захватчики пытались проникнуть в кабину. Этот случай интересен тем, что тайваньские власти отпустили захваченный самолёт только после того, как опросили каждого члена экипажа и пассажира. Также был проверен салон, бомбу в нем не обнаружили[3].
- 8 декабря лайнер выполнял рейс Циндао—Фучжоу, на его борту находились 129 пассажиров и 8 членов экипажа, угонщик был один. Ранив стюардессу пронесённым на борт скальпелем, угонщик проник в кабину пилотов и угрожал взорвать самолёт, заставив направиться в Китайскую Республику, где сдался властям. Проведённая проверка лайнера не выявила бомбы на борту[4].

## Экипаж
Самолётом управлял опытный экипаж, его состав был таким:
- Командир воздушного судна (КВС) — 35-летний Ван Юнсян (кит. трад. 王永祥, пиньинь Wáng Yǒngxiáng). Родился в 1967 году. Налетал свыше 11 000 часов[5].
- Второй пилот — 29-летний Чен Сюмин (кит. трад. 陈旭明, пиньинь Chén Xùmíng). Родился в 1973 году. Налетал свыше 3300 часов[5].
- Бортинженер — Пан Минци (кит. трад. 潘明奇, пиньинь Pān Míngqí). Налетал 4980 часов.

В салоне самолёта работали 6 бортпроводников.

## Катастрофа
McDonnell Douglas MD-82 борт B-2138 выполнял регулярный ночной внутренний пассажирский рейс CJ6136 из Пекина в Далянь. В 20:22 он отъехал от стоянки B6 и в 20:37 со 103 пассажирами (100 взрослых и 3 ребёнка) и 9 членами экипажа на борту вылетел из аэропорта Шоуду. Расчётное время посадки в аэропорту Чжоушуйцзы (Далянь) было 21:40.
В 21:22, когда рейс 6136 на высоте 1200 метров подходил к Даляню, экипаж доложил авиадиспетчеру о задымлении в салоне и запросил аварийную посадку. Затем было доложено о задымлении в кабине. После этого связь с экипажем прекратилась, а в 21:24 рейс CJ6136 пропал с экранов радиолокаторов. В это время в Жёлтом море находилась рыболовецкая шхуна № 0998, рыбаки на которой увидели, как примерно в 21:30 горящий авиалайнер с сильным грохотом врезался в воду и полностью разрушился.
Катастрофа произошла в 20 километрах от аэропорта Даляня, все 112 человек на борту самолёта погибли.
После оповещения о случившемся в 22:10 поисковые корабли выдвинулись к месту катастрофы и в 22:43 из воды было извлечено первое тело (всего было найдено 60 тел погибших).
8 мая в 11:00 был обнаружен сигнал радиомаяка, установленного на бортовых самописцах.
14 мая, через 7 дней после катастрофы, в 15:05 водолазы подняли на поверхность речевой самописец, а в 18:00 параметрический самописец.
25 мая поисковые работы на месте катастрофы были завершены.

## Расследование
В расследовании причин катастрофы рейса CJ6136 приняли участие американские специалисты, в том числе представители Национального совета по безопасности на транспорте (NTSB).
7 декабря 2002 года комиссия выпустила доклад, в котором указала, что причиной катастрофы рейса CJ6136 стал поджог, который устроил один из пассажиров — 37-летний Чжан Пилин (кит. трад. 张丕林, пиньинь Zhāng Pī lín). В день катастрофы он приобрёл в Даляне 2 страховых полиса, после чего вылетел в Пекин, где купил ещё 5. Всего он приобрёл 7 страховых полисов на общую сумму 1 400 000 юаней (около $ 170 000). В его квартире следователи обнаружили несколько бутылок, заполненных бензином. По некоторым данным, Пилин пошёл на такой шаг, так как был неизлечимо болен раком.
Случай с умышленным поджогом рейса 6136 с целью получения страховки был включён в десятку важнейших экономических событий в КНР в 2002 году.